# Khajurgachhi
Khajurgachhi (nep. खजुरगाछी) – gaun wikas samiti we wschodniej części Nepalu w strefie Meći w dystrykcie Jhapa. Według nepalskiego spisu powszechnego z 2001 roku liczył on 1742 gospodarstw domowych i 8582 mieszkańców (4266 kobiet i 4316 mężczyzn).